# Marit

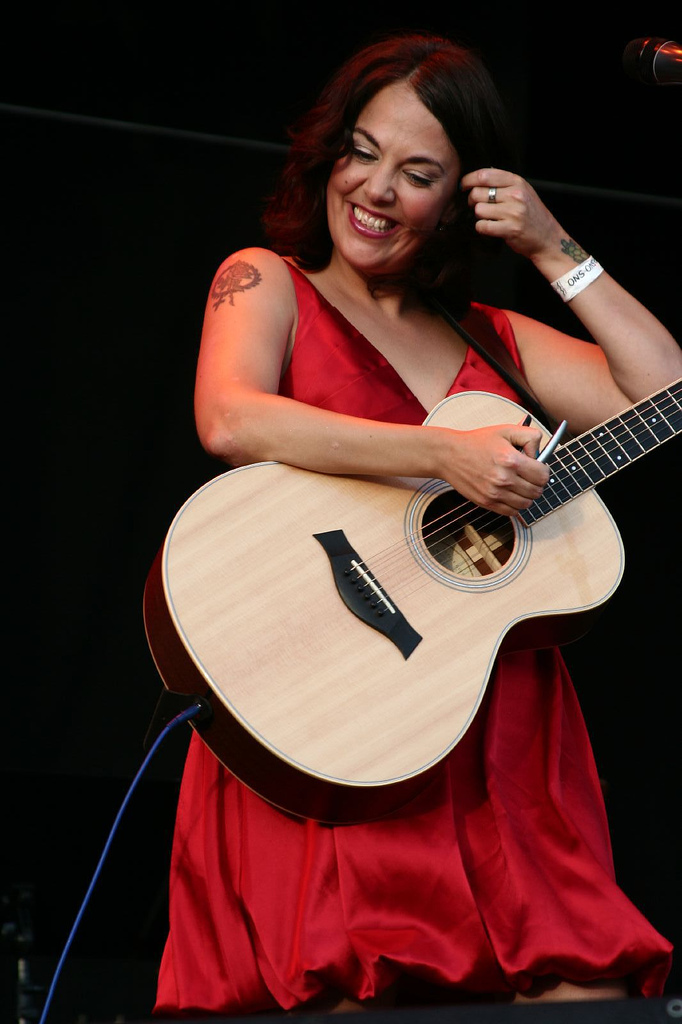
Marit Bergman, 2007.

Kvinnonamnet Marit är en dialektal variant av Margit som är en svensk kortform av Margareta.
Även stavningen Maarit förekommer.
Namnet är inte speciellt vanligt i Sverige, vare sig bland äldre eller yngre kvinnor.  2006 fanns i Norge 28 311 kvinnor med namnen Marit och i Finland 60 401 (2007). 
Endast några enstaka varje år brukar få det som tilltalsnamn.
31 december 2005 fanns det totalt 2 560 personer i Sverige med namnet Marit varav 1 567 med det som tilltalsnamn.
År 2003 fick 14 flickor namnet, varav 1 fick det som tilltalsnamn.
Namnsdag i Sverige: 6 maj, (sedan 1993, 1986-1992: 27 juli). I Norge har Marit namnsdag 20 juli. I den finlandssvenska namnsdagslängden har Marit namnsdag 20 juli sedan 2000.

## Personer med namnet Marit
- Kronprinsessan Mette-Marit av Norge
- Marit Synnøve Berg, norsk skådespelare
- Marit Bergman, svensk popsångare, gitarrist, pianist och låtskrivare
- Marit Bergson svensk skådespelare och scripta
- Marit Bjørgen, norsk längdskidåkare
- Marit Haugom, svensk dansare
- Marit Larsen, norsk sångare, musiker och låtskrivare
- Marit Mikkelsplass, norsk längdskidåkare
- Marit Paulsen, norsk-svensk författare och politiker (fp)